# 秩父重綱
秩父 重綱（ちちぶ しげつな）は、平安時代後期の武将・豪族。

## 出自
秩父氏は桓武平氏の平将恒を祖とし、重綱は平将門の来孫にあたる。居住地は本貫地の武蔵国秩父郡吉田郷。重綱の後妻は源義平の乳母となっている。

## 略歴
祖父・平武基が秩父別当となり、この重綱の代に在庁官人として実際に武蔵国で力を持つようになる。のちの鎌倉幕府の編纂書『吾妻鏡』によれば、子孫である平姓畠山氏や河越氏が有した「武蔵国留守所総検校職」は、重綱の代から代々秩父氏の家督が補任されてきたという。重綱の代には「大主」（一国を領有する大名のようなもの）と呼ばれ、のちに国衙支配を確立していく中で惣検校職という名称が確立したと考えられる。
武蔵比企郡平沢寺境内から発掘された久安4年（1148年）の年紀を持つ経筒に「当国大主散位平朝臣茲（重）綱方縁寺」とある。出羽権守として出羽国の国司を務めている。
子は重弘（平姓畠山氏祖）・重隆（河越氏祖）、高山重遠（高山氏祖）、江戸重継（江戸氏祖）、太田四郎行光室。畠山氏・河越氏の両者の家系では秩父氏の家督を巡る争いが続く事になる。